# Manuel Ángel Pérez Hernández
Manuel Ángel Pérez Hernández (Madrid, España, 29 de septiembre de 1989) es un árbitro de fútbol español adscrito al Comité de Árbitros de la Comunidad de Madrid. Desde la temporada 2024‑25 milita en la Segunda División (LaLiga Hypermotion).

## Trayectoria
Formado en el arbitraje madrileño, debutó en la extinta Segunda División B en la temporada 2018‑19 y permaneció tres campañas (2018–2021). Con la reestructuración, arbitró en Primera Federación durante tres temporadas (2021–2024). En junio de 2024 ascendió al fútbol profesional e ingresó en la plantilla de Segunda División para la 2024‑25.
En su primera temporada en la categoría (2024‑25) dirigió 23 encuentros de liga y varias eliminatorias de Copa del Rey, con designaciones como el Granada–Racing de la jornada 18 o el Mirandés–Tenerife de la jornada 29.

## Temporadas
| Categoría          | País   | Años          | Partidos |
| ------------------ | ------ | ------------- | -------- |
| Segunda División B | España | 2018–2021     | 35       |
| Primera Federación | España | 2021–2024     | 38       |
| Segunda División   | España | 2024–2025     | 23       |
| Segunda División   | España | 2025–presente | —        |

Datos de partidos por categoría según BDFutbol (actualizado a 17/08/2025).